# Ptilodactyla isoloba
Ptilodactyla isoloba är en skalbaggsart som beskrevs av Johnson och Freytag 1982. Ptilodactyla isoloba ingår i släktet Ptilodactyla och familjen Ptilodactylidae. Inga underarter finns listade i Catalogue of Life.